# عدد نویز
عدد نویز (NF) و ضریب نویز (F) اندازه فروکاهش نسبت سیگنال به نویز (SNR) است که توسط اجزای زنجیره سیگنال ایجاد می‌شوند. عددی است که توسط آن می‌توان عملکرد یک تقویت‌کننده یا گیرنده رادیویی را مشخص کرد و مقادیر پایین‌تر آن نشان‌دهنده عملکرد بهتر است.
ضریب نویز به عنوان نسبت توان نویز خروجی یک دستگاه به بخشی از آن ناشی از نویز حرارتی در ورودی مختوم در دمای نویز استاندارد T0 (معمولاً ۲۹۰ کلوین) تعریف شده‌است؛ بنابراین ضریب نویز نسبت نویز خروجی واقعی به آن است که اگر خود دستگاه نویز یا نسبت SNR ورودی به SNR خروجی را نشان ندهد، باقی خواهد ماند.
عدد نویز صرفاً ضریب نویز است که در دسی‌بل (dB) بیان شده‌است.

## کلیت
عدد نویز در دسی‌بل (دی‌بی) بین نویز خروجی از گیرنده واقعی به نویز خروجی از یک گیرنده «ایدئال» با کلی همان بهره و پهنای‌باند زمانی که گیرنده متصل به منابع همسان (matche) در دمای نویز استاندارد T 0 (معمولاً ۲۹۰ کلوین) متفاوت است. توان نویز یک بار ساده برابر است با kTB، در این‌جا k ثابت بولتزمن است، T دمای مطلق بار (مثلاً یک مقاومت) و B پهنای‌باند اندازه‌گیری است.
این امر باعث می‌شود عدد نویز قابل استفادهٔ عدد شایستگی برای سیستم‌های زمینی، جایی که در آن دمای مؤثر آنتن معمولاً در نزدیکی استاندارد ۲۹۰ کلوین است باشد. در این حالت، یک گیرنده با یک عدد نویز را می‌گویند ۲ دی‌بی بهتر از دیگری خواهد داد که نسبت سیگنال به نویز خروجی آن تقریباً ۲ دی‌بی بهتر از دیگری است. اما، در مورد سیستم‌های ارتباطی ماهواره‌ای، جایی که آنتن گیرنده از فضای سرد سیگنال ارسال می‌کند، دمای مؤثر آنتن اغلب سردتر از ۲۹۰ کلوین است. در این موارد ۲ دی‌بی بهبود در میزان عدد نویز گیرنده منجر به بیش از ۲ دی‌بی بهبود در نسبت سیگنال به نویز خروجی خواهد شد. به همین دلیل، معمولاً به‌جای عدد نویز برای توصیف گیرنده‌های ارتباطی ماهواره‌ای و تقویت‌کننده‌های با نویز کم از رابطه دمای نویز مؤثر استفاده می‌شود.

## تعریف
ضریب نویز F یک سیستم به صورت تعریف شده‌است
{\displaystyle F={\frac {\mathrm {SNR} _{\text{i}}}{\mathrm {SNR} _{\text{o}}}}}
در اینجا SNRi و SNRo به ترتیب نسبت سیگنال و نویز ورودی و خروجی هستند. مقادیر SNR نسبت‌های توان هستند. عدد نویز NF به عنوان ضریب نویز در دسی‌بل تعریف می‌شود:
{\displaystyle \mathrm {NF} =10\log _{10}(F)=10\log _{10}\left({\frac {\mathrm {SNR} _{\text{i}}}{\mathrm {SNR} _{\text{o}}}}\right)=\mathrm {SNR} _{\text{i, dB}}-\mathrm {SNR} _{\text{o, dB}}}
در اینجا SNRi, dB و SNRo, dB در دسی‌بل (dB) هستند. این فرمول‌ها فقط در صورتی معتبر هستند که ورودی مختوم در دمای نویز استاندارد T0 = 290 K باشد، اگرچه در عمل اختلافات اندک در دما به میزان قابل توجهی روی مقادیر تأثیر نمی‌گذارد.
ضریب نویز از یک دستگاه مربوط به دمای نویز آن Te
{\displaystyle F=1+{\frac {T_{\text{e}}}{T_{0}}}}
ضریب نویز F تضعیف‌کننده‌ها برابر با نرخ تضعیف آن‌ها L وقتی که درجه حرارت فیزیکی آن‌ها معادل T0 است می‌باشد. به‌طور کلی، برای یک تضعیف‌کننده در دمای فیزیکی T، دمای نویز Te = (L − 1)Tاست، می‌دهد ضریب نویز
{\displaystyle F=1+{\frac {(L-1)T}{T_{0}}}.}

## ضریب نویز دستگاه‌های پشت سرهم
اگر چندین دستگاه پشت سرهم (آبشاری) باشند، می‌توان ضریب کل نویز را با معادله فریس یافت:
{\displaystyle F=F_{1}+{\frac {F_{2}-1}{G_{1}}}+{\frac {F_{3}-1}{G_{1}G_{2}}}+{\frac {F_{4}-1}{G_{1}G_{2}G_{3}}}+\cdots +{\frac {F_{n}-1}{G_{1}G_{2}G_{3}\cdots G_{n-1}}},}
در این‌جا Fn ضریب نویز برای دستگاه n‌ام است و Gn بهره توان (خطی، نه در دسی‌بل) دستگاه nام است. تقویت‌کننده اول در یک زنجیره معمولاً بیشترین تأثیر را در عدد نویز کل دارد، زیرا عدد نویز طبقات با بهره طبقه کاهش می‌یابد. در نتیجه، تقویت‌کننده اول معمولاً از عدد نویز کمی برخوردار است و الزامات عدد نویز طبقات بعدی معمولاً کم‌تر است.

## ضریب نویز به‌صورت تابعی از نویز افزوده

منبع از سیگنال توان استفاده می‌کند و توان نویز. هر دو سیگنال و نویز تقویت می‌شوند. با این حال، علاوه برنویز تقویت شده از منبع، تقویت کننده نویز اضافی را به خروجی خود نشان داده می‌شود. بنابراین، SNR در خروجی تقویت‌کننده پایین‌تر از ورودی آن است.

ضریب نویز ممکن است به عنوان تابعی از خروجی افزوده اشاره‌شده به توان نویز {\displaystyle N_{a}} و بهره توان یک تقویت‌کننده {\displaystyle G} مورد استفاده قرار گیرد 
{\displaystyle F=1+{\frac {N_{a}}{N_{i}G}}}

### استخراج
از تعریف ضریب نویز
{\displaystyle F={\frac {\mathrm {SNR} _{\text{i}}}{\mathrm {SNR} _{\text{o}}}}={\frac {\frac {S_{i}}{N_{i}}}{\frac {S_{o}}{N_{o}}}},}
و به فرض سیستمی که دارای یک تقویت‌کننده تک طبقه نویزی است. نسبت سیگنال به نویز این تقویت‌کننده شامل خروجی خود می‌باشد که {\displaystyle N_{a}} به نویز، {\displaystyle S_{i}G} به سیگنال تقویت شده و {\displaystyle N_{i}G} به نویز ورودی تقویت‌شده اشاره دارد،
{\displaystyle {\frac {S_{o}}{N_{o}}}={\frac {S_{i}G}{N_{a}+N_{i}G}}}
با جایگزینی SNR خروجی در تعریف ضریب نویز،
{\displaystyle F={\frac {\frac {S_{i}}{N_{i}}}{\frac {S_{i}G}{N_{a}+N_{i}G}}}={\frac {N_{a}+N_{i}G}{N_{i}G}}=1+{\frac {N_{a}}{N_{i}G}}}